# Automolis hampsoni
Automolis hampsoni là một loài bướm đêm thuộc phân họ Arctiinae, họ Erebidae.